# Kurt Tauber

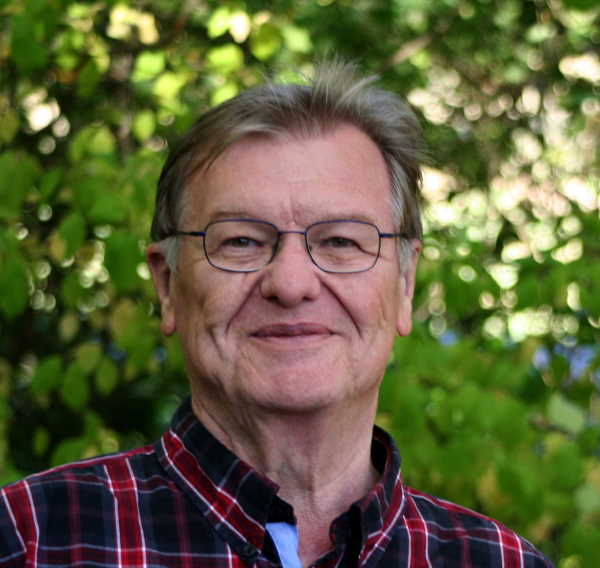
Kurt Tauber

Kurt Tauber (* 10. Mai 1951 in Dorfprozelten) ist ein deutscher Journalist, Fotograf, Autor, Galerist und Museumsleiter.
Von 1970 bis 2010 war er bei drei bayerischen Tageszeitungen (insgesamt sechs Lokalredaktionen) als Journalist und Fotograf tätig, er lebt in Pegnitz. Gemeinsam mit seiner Ehefrau Elisabeth Tauber (1954–2014) betrieb er von 1991 bis 2001 eine Galerie in Pegnitz, die u. a. durch Ausstellungen von Konrad Kujau und Friedensreich Hundertwasser Bekanntheit erlangte. Im Jahr 2011 gründete er in Plech das Deutsche Kameramuseum. Kurt Tauber ist berufenes Mitglied der Deutschen Gesellschaft für Photographie (DGPh).

## Leben

### Kindheit und Jugend
Als Sohn einer 1946 aus Malý Kozí Hřbet (Kleinziegenruck im Böhmerwald) nach Unterfranken vertriebenen Familie erlangte er 1970 das Abitur am Johannes-Butzbach-Gymnasium in Miltenberg.

### Journalistische Tätigkeit
Am 1. September 1970 begann er ein Volontariat beim Donaukurier in Ingolstadt, von 1972 bis 1973 war er als Alleinredakteur der Lokalausgabe Beilngries tätig. Anfang 1974 wechselte er als stellvertretender Redaktionsleiter zur Lokalredaktion Pegnitz der Nürnberger Nachrichten.
Im Jahr 1984 wurde er mit dem Aufbau einer neuen Redaktion in Pegnitz des Nordbayerischen Kuriers beauftragt, für den er 1985 (stellvertretend für sein Team) bei einem Festakt in Bonn den Konrad-Adenauer-Preis für Lokalredaktionen (heute Deutscher Lokaljournalistenpreis) aus der Hand des Bundeskanzlers Helmut Kohl erhielt. Nach weiteren Stationen beim Nordbayerischer Kurier ging er 2010 in den Ruhestand.
Neben seiner Tätigkeit bei den Tageszeitungen erschienen freie journalistische Arbeiten (Testberichte) beim Canon-Journal und der Canon Revue. Fotografien (insbesondere über den in der Alltag der DDR) wurden durch das Haus der Geschichte angekauft und 2006 bis 2007 in der Wanderausstellung drüben. Deutsche Blickwechsel gezeigt.

### Sammeln von Photographica, Deutsches Kameramuseum
Nachdem seine private Sammlung von Photographica zu groß geworden war, konnte 2008 die treuhänderische (fiduziarische) „Stiftung Kameramuseum Kurt Tauber“ unter der Verwaltung der Marktgemeinde Plech gegründet werden, die die Exponate von Kurt Tauber besitzt sowie alle bisherigen Neuerwerbungen und die künftigen Neuzugänge, die im Plecher Museum aufbewahrt werden.

Am 26. April 2011 gründete sich der „Förderverein Deutsches Kameramuseum in Plech e. V.“. Als erster Vorsitzender wurde der Plecher Bürgermeister Karlheinz Escher, zum stellvertretenden Vorsitzenden Kurt Tauber gewählt. Der Förderverein betreibt das Museum, die entsprechenden Räumlichkeiten wurden von der Marktgemeinde Plech (im Obergeschoss der Grundschule der Gemeinde, Schulstraße 8) zur Verfügung gestellt.

### Ausstellungen (Auszüge)
- Bilder & Apparate, Sparkasse Pegnitz (1989)[9]
- 25 Jahre Fall der Berliner Mauer (in Zusammenarbeit mit Herbert Piel und Jens Horst Werlein), Deutsches Kameramuseum Plech (2014)[10]
- Karneval in Venedig (in Zusammenarbeit mit Jens Horst Werlein), Deutsches Kameramuseum Plech (2018)[11]
- 70 Jahre Polaroid (in Zusammenarbeit mit Jens Horst Werlein), Deutsches Kameramuseum Plech (2018)[12]

### Publikationen
- Schildkrötkänguru: Koma, Stoma, Haribo – Ein Krankenhauskrimi, Gemünden am Main (2013), ISBN 978-3-932737-32-9[13]
- DDR – Berlin – Die Mauer, Gemünden am Main (2014), ISBN 978-3-932737-37-4